# Octano
O octano (ou n-octano), popularmente conhecido como gasolina, é um alcano com a fórmula química C8H18, e tem vários isómeros.
O isómero mais importante é o 2,2,4-trimetilpentano (geralmente chamado isooctano) porque foi selecionado como ponto de referência 100 para a escala de octanagem, na qual o heptano tem o ponto de referência 0.
Alguns isômeros:
- 2,2-Dimetil-hexano
- 2,2,4-trimetilpentano